# Daniel Örlund
Daniel Kjell Valter Erik Örlund (Stoccolma, 23 giugno 1980) è un ex calciatore svedese, di ruolo portiere.

## Carriera

### Club
Ha iniziato la sua carriera professionistica allo Spårvägen, prima di firmare per l'AIK nel 2002. Örlund ha esordito nella nuova squadra in una partita di Svenska Cupen, disputata contro il Carlstad United nel 2003. Il portiere ha giocato un buon incontro (vinto per 4 a 1 dall'AIK) e ha così mantenuto il posto da titolare anche nel turno successivo della competizione, con la sua squadra opposta all'Häcken.
Nel 2004, è stato ceduto in prestito al Café Opera, dove ha avuto un buon impatto (25 incontri giocati, in 7 di questi non ha subito reti). È tornato poi all'AIK per giocare in Superettan: Örlund ha giocato tutti gli incontri ed è riuscito a mantenere la porta inviolata per 567 minuti consecutivi. Dal suo ritorno all'AIK, è rimasto come titolare indiscusso. Nel 2008, è stato prestato al Fredrikstad, in Norvegia, con cui ha conquistato un onorevole secondo posto. È rientrato nuovamente all'AIK nel 2009, dove ha giocato titolare complice il lungo infortunio all'altro portiere Tomi Maanoja. Örlund è stato schierato in tutte e 30 le partite di campionato che hanno permesso al club nerogiallo di conquistare lo scudetto.
Nel 2010, è stato ingaggiato dai norvegesi del Rosenborg. Nel 2012 ha firmato un rinnovo di contratto. Il 2 marzo 2015 è stato presentato come nuovo portiere dei finlandesi dell'HJK Helsinki. Il 4 marzo 2016, è tornato in Svezia per giocare nel Brommapojkarna, formazione che era reduce da due retrocessioni in altrettanti anni. Ha giocato 13 partite e contribuito alla promozione in Superettan.
Il 19 settembre 2017 è stato brevemente ingaggiato dall'Enskededalen FC, formazione impegnata nella settima serie nazionale.

## Palmarès

### Giocatore

#### Club

##### Competizioni nazionali
- Campionato svedese: 1

AIK: 2009
- Svenska Cupen: 1

AIK: Svenska Cupen
- Superfinalen: 1

Rosenborg: 2010
- Campionato norvegese: 1

Rosenborg: 2010